# Mount Pleasant Mills
Mount Pleasant Mills est une census-designated place située dans le comté de Snyder, dans l’État de Pennsylvanie, aux États-Unis. Lors du recensement de 2020, elle compte 453 habitants.